# Eniwa

Eniwa (恵庭市  Eniwa-shi?) este un municipiu din Japonia, prefectura Hokkaidō.